# 愛國不愛黨
愛國不愛黨是一種在香港本土派崛起之前，香港泛民主派的其中一種政治主張。意思為即使愛中國亦不等同於要支持一黨執政的中國共產黨，也可以爭取香港的民主與自由。甚至在部分民主派組織的黨綱裡面也有一些類似的說法。
不過，隨著习近平2012年就任中共中央总书记成为最高领导人后，中港矛盾問題日益嚴重、本土派崛起、香港逃犯條例爭議，以及第十三屆全國人大先後制定《香港國安法》和修改香港選舉方法等事件之後，「愛國不愛黨」的論述現已越來越少人支持。在2021年，國務院港澳辦主任夏寶龍以及香港政制及內地事務局局長曾國衞也標明愛國即不可傷害中國共產黨的領導。

## 起源
根據《鄧小平文選》第三卷，人民出版社1993年10月第1版，第61頁鄧小平在提出一國兩制作為處理香港主權問題的時候提及：「什麼叫愛國者？愛國者的標準是，尊重自己民族，誠心誠意擁護祖國恢復行使對香港的主權，不損害香港的繁榮和穩定。只要具備這些條件，不管他們相信資本主義，還是相信封建主義，甚至相信奴隸主義，都是愛國者。我們不要求他們都贊成中國的社會主義制度，只要求他們愛祖國，愛香港。」

## 展現
愛國不愛黨在香港其中一個最為明顯的展現，就是在2020年《港區國安法》實施前，多年來由支聯會舉辦的六四燭光晚會，其主張建設民主中國，亦不會否認自己作為中國人的身份。